# Bactridium quadricollis
Bactridium quadricollis is een keversoort uit de familie kerkhofkevers (Monotomidae). De wetenschappelijke naam van de soort werd in 1872 gepubliceerd door Edmund Reitter.